# Половкова, Меланья Фёдоровна
Меланья Фёдоровна Половкова (1909 год — дата смерти неизвестна) — звеньевая колхоза имени Ворошилова Каменско-Днепровского района Запорожской области, Украинская ССР. Герой Социалистического Труда (1948).
После начала коллективизации с 1930 года трудилась в местном колхозе. С 1943 по 1945 год — рабочая завода № 478 в Запорожье. С 1945 года — рядовая колхозница, звеньевая колхоза имени Ворошилова Каменско-Днепровского района.
В 1947 году полеводческое звено Меланьи Половковой собрало в среднем по 35,6 центнеров пшеницы с каждого гектара на участке площадью 11,8 гектаров. Указом Президиума Верховного Совета СССР от 16 февраля 1948 года «за получение высоких урожаев пшеницы, ржи, кукурузы и сахарной свёклы, при выполнении колхозом обязательных поставок и натуроплаты за работу МТС в 1947 году и обеспеченности семенами зерновых культур для весеннего сева 1948 года» удостоена звания Героя Социалистического Труда с вручением ордена Ленина и золотой медали «Серп и Молот».